# Делавер
Де́лавер, або Делавар (англ. Delaware), штат у США, на узбережжі Атлантики; 5,3 тис. км², 700 тис. мешканців; головні міста: Вілмінґтон (порт), Довер (адміністративний центр); Атлантична низовина; інтенсивне овочівництво, садівництво, птахівництво; хімічна, харчова промисловість; туризм.
Свою назву отримав на честь Томаса Веста, 12-го (у другій лінії 3-го) барона Делавер. Також знаний як «перший штат», оскільки був першим з 13 колоній, який 7 грудня 1787 року ратифікував Конституцію США.

## Географія

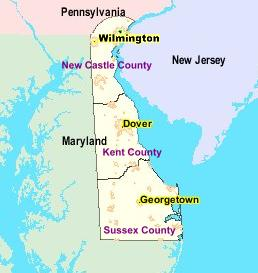
Мапа штату Делавер.

Делавер має протяжність 69 миль з півночі на південь і ширину від 9 до 35 миль. Його площа становить близько 1,954 квадратних миль. Це другий найменший штат у США після Род-Айленда.
Делавер на півночі межує із Пенсільванією, більшу частину кордону з якою становить дванадцятимильне коло — дуга проведена від дзвіниці.
На північному сході через річку Делавер межує зі штатом Нью-Джерсі. Зазвичай межі по річках проходять посередині, проте згідно з королівським указом Якова II від 24 серпня 1682 року до Делаверу відноситься все русло річки біля Ньюкасла. Через це неодноразово виникали суперечки поміж штатами. Нижче за течією межа проходить звичним чином — серединою русла.
На сході омивається затокою Делавер та на південному сході власне Атлантичним океаном на заході та півдні штат межує із Мерилендом. До Делаверу також входять невеликі острови у лимані річки Делавер, тут проходить межа із Нью-Джерсі.
Штат Делавер, декілька округів штату Мериленд, а також 2 округи Вірджинії розташовані на півострові Делмарва, що виступає і простягається в Атлантичному океані.

### Рельєф
Делавер знаходиться на рівнині. Найвища точка — Ебрайт Азимут знаходиться неподалік Вілмінгтона і має висоту меншу, ніж 450 футів.

## Історія
Перед появою на території Делаверу перших європейців цей край населяли алгонські племена індіанців, відомі як унамі та ленапе.

## Мовний склад населення (2010)[Архівовано1 грудня 2007 уWayback Machine.]
| Мови             | Частка людей, старше 5 років, % |
| ---------------- | ------------------------------- |
| Англійська       | 87,81                           |
| Іспанська        | 6,56                            |
| Китайська        | 0,54                            |
| Французька       | 0,42                            |
| Німецька         | 0,35                            |
| Гуджараті        | 0,30                            |
| Тагальська       | 0,30                            |
| Італійська       | 0,28                            |
| Креольська       | 0,27                            |
| Кру, ібо, йоруба | 0,26                            |
| інші             | 2,91                            |

### Відомі та історичні особи, пов'язані зі штатом Делавер
- Джордж Рид
- Джо Байден
- Ґаннінг Бедфорд
- Валері Бертінеллі

## Адміністративний поділ
Територія штату Делавер розділена поміж 3 графствами: Кент (англ. Kent), Нью-Касл (англ. New Castle), Сассекс (англ. Sussex)
Своєю чергою, в графства об'єднані кілька видів самоврядних одиниць-муніципалітетів: міста (сіті), містечка, а також села.
Окрім того, графству підпорядковані напряму, так звані — Статистично відокремлені території-місцевості, які являють собою поселення різної кількості населення — від 4 тисяч і до 7
чоловік.

## Економіка
У 2010 році ВВП штату складав 62,3 млрд доларів. Середній дохід на душу населення складав 34 199$ (9-е місце в США). Середня тижнева зарплата — 937$ (7-е місце у країні). Промисловість штату включає хімічну, автомобільну, целюлозно-паперову, харчову, виробництво товарів із пластику і гуми. Сільське господарство включає виробництво молочних продуктів, сої, зерна, саджанців і вирощування домашньої птиці.
На січень 2011 року рівень безробіття складав 8,5 %.